# Keystone Heights
Keystone Heights ist eine Stadt im Clay County im US-Bundesstaat Florida.
Das U.S. Census Bureau hat bei der Volkszählung 2020 eine Einwohnerzahl von 1446 ermittelt.

## Geographie
Keystone Heights liegt rund 45 Kilometer südwestlich von Green Cove Springs und etwa 60 Kilometer südwestlich von Jacksonville.

## Geschichte
Keystone Heights wurde von Siedlern aus Pennsylvania Anfang der 1920er Jahre gegründet und benannt nach ihrem Herkunftsland Keystone State. 
Erstmaligen Eisenbahnanschluss erhielt der Ort 1890 durch die Georgia Southern and Florida Railway zwischen Valdosta (Georgia) und Palatka. Nach dem frühen Bankrott der Gesellschaft ging sie als Tochter 1895 in die Southern Railway über, die wiederum 1990 mit der Norfolk and Western zur Norfolk Southern Railway fusionierte. Die Strecke selbst wurde in den späten 1980er Jahren zwischen Lake City und Palatka stillgelegt, nachdem die Norfolk Southern die Streckennutzungsrechte zwischen Jacksonville und Palatka von CSX erwarb. Der Abschnitt von Lake Butler über Keystone Heights nach Palatka wurde inzwischen vom Florida Department of Transportation in den 76 km langen Palatka-Lake Butler State Trail umgewandelt.

### Religionen
In Keystone Heights gibt es derzeit 25 verschiedene Kirchen aus 13 unterschiedlichen Konfessionen. Unter den zu einer Konfession gehörenden Kirchen ist die Baptistengemeinde mit neun Kirchen am stärksten vertreten. Weiterhin gibt es eine zu keiner Konfession gehörende Kirche (Stand: 2004).

### Demographische Daten
Laut der Volkszählung 2010 verteilten sich die damaligen 1350 Einwohner auf 603 Haushalte. Die Bevölkerungsdichte lag bei 114,4 Einw./km². 95,4 % der Bevölkerung bezeichneten sich als Weiße, 0,4 % als Afroamerikaner, 0,7 % als Indianer und 1,0 % als Asian Americans. 0,3 % gaben die Angehörigkeit zu einer anderen Ethnie und 2,1 % zu mehreren Ethnien an. 3,0 % der Bevölkerung bestand aus Hispanics oder Latinos.
Im Jahr 2010 lebten in 33,3 % aller Haushalte Kinder unter 18 Jahren sowie 34,2 % aller Haushalte Personen mit mindestens 65 Jahren. 70,1 % der Haushalte waren Familienhaushalte (bestehend aus verheirateten Paaren mit oder ohne Nachkommen bzw. einem Elternteil mit Nachkomme). Die durchschnittliche Größe eines Haushalts lag bei 2,52 Personen und die durchschnittliche Familiengröße bei 3,02 Personen.
28,5 % der Bevölkerung waren jünger als 20 Jahre, 22,7 % waren 20 bis 39 Jahre alt, 25,9 % waren 40 bis 59 Jahre alt und 22,9 % waren mindestens 60 Jahre alt. Das mittlere Alter betrug 39 Jahre. 48,0 % der Bevölkerung waren männlich und 52,0 % weiblich.
Das durchschnittliche Jahreseinkommen lag bei 49.474 $, dabei lebten 14,0 % der Bevölkerung unter der Armutsgrenze.
Im Jahr 2000 war Englisch die Muttersprache von 98,47 % der Bevölkerung und spanisch sprachen 1,53 %.

## Sehenswürdigkeiten
- Theme Park
- Keystone Beach
- Leona F. Terry-Azalea Park
- Mike Roess Gold Head State Park

## Verkehr
Keystone Heights wird von den Florida State Roads 21 und 100 durchquert. Die nächsten Flughafen sind der zirka sechs Kilometer nördlich gelegene Keystone Heights Airport und der rund 35 Kilometer westlich gelegene Gainesville Regional Airport.